# Springleaf Tower
Le Springleaf Tower est un gratte-ciel de bureaux et de logements de 165 mètres de hauteur construit à Singapour en l'an 2002.
L'immeuble comprend 13 ascenseurs.